# Key Kavous (Kayanides)
Pour les articles homonymes, voir Key Kavous (homonymie).

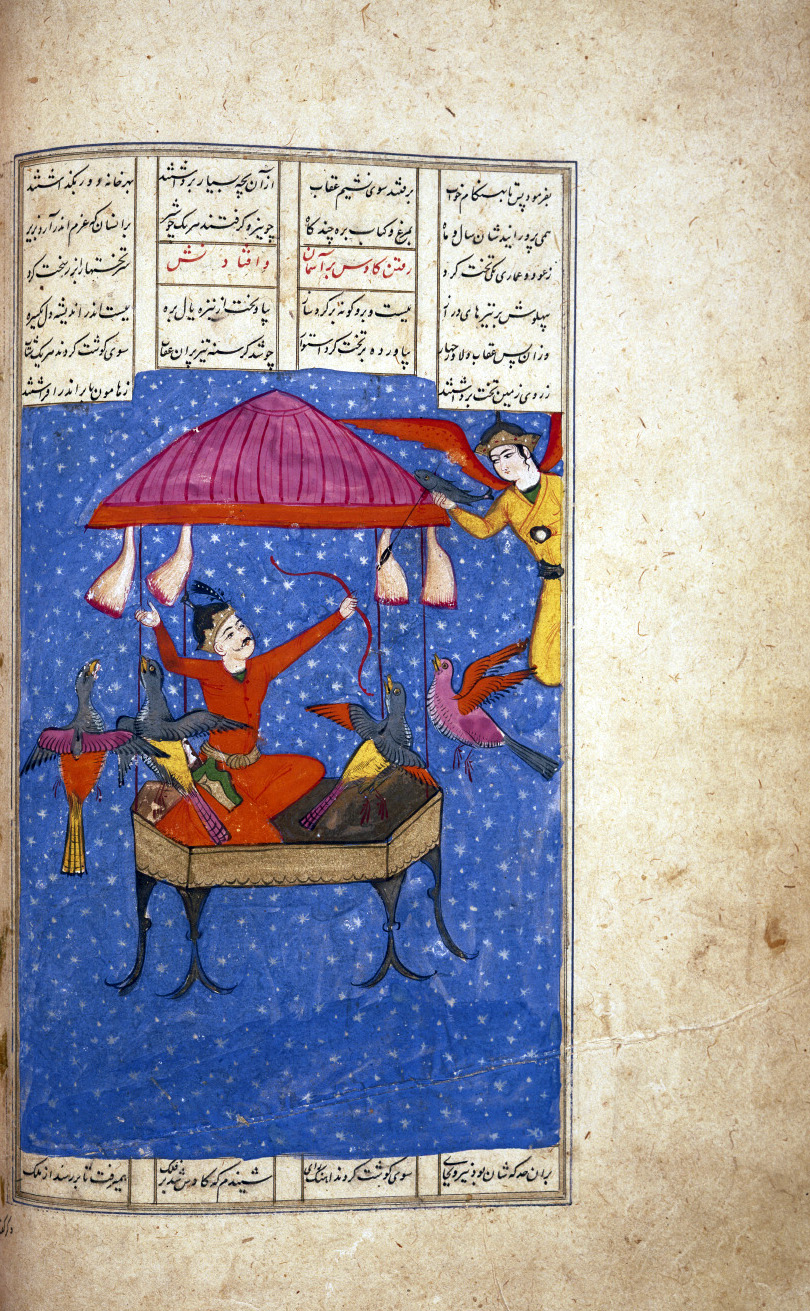
Key Kavous sur son trône volant. Illustration à partir d'un manuscrit persan.

Key Kavous (en persan : کیکاووس / Keykâvus, de l'avestique Kauui Usan, parfois Kai-Káús ou Kai-Uae) est un chah d'Iran mythologique et un personnage du Livre des Rois de Ferdowsi. Il est le fils de Key Qobad, et le père du prince Siavach. Key Kavous règne sur l'Iran pendant 150 ans au cours desquels il est de plus en plus souvent aidé par le célèbre héros Rostam, au point de l'exploiter. Son petit-fils Key Khosrow lui succède.

## Règne
D'après le Livre des Rois, Key Kavous est le second roi de la dynastie des Kayanides, et aurait régné il y a environ 600 ans av. J.C. Ferdowsi le présente comme un roi insensé et tyrannique, qui passe son temps à boire et à faire la fête en se proclamant supérieur à tous. 

### Trône volant
Dans son désir d'ambition, Key Kavous souhaite pouvoir s'envoler jusqu'au paradis tout en restant assis sur son trône. Dans ce but, il attache quatre puissants aigles à chaque coin de son trône, et place de la viande de chèvre sur la pointe de javelines afin de motiver les aigles à voler,. Il s'envole sous les cris d’admiration de son peuple en se servant du vin. Alors qu'il a monté dans les nuages, il arrive à court de viande. Les aigles épuisés laissent tomber le trône dans un désert. Il y souffre de la faim et de la soif.

### Attaque du Mazandaran
Un démon déguisé en musicien lui décrit le Mazandaran, ce qui le pousse à demander la conquête de ce territoire par son armée, afin de surpasser tout ce que son père et ses prédécesseurs ont jamais pu posséder. Malgré les nombreux avertissements qu'il reçoit quant au danger d'une telle entreprise, il lance son expédition, puis est capturé par les démons avec son armée. Rostam, qui est fait chef de ses armées, se porte à son secours en sept jours, et le délivre de la forteresse des démons où il était retenu prisonnier.